# Minnie (piosenkarka)
Nicha Yontararak (taj. ณิชา ยนตรรักษ์, ur. 23 października 1997 w Bangkoku), znana jako Minnie (hangul: 민니) – tajska piosenkarka, autorka tekstów i aktorka mieszkająca w Korei Południowej. Jest członkinią południowokoreańskiej grupy (G)I-dle, która zadebiutowała 2 maja 2018 roku pod szyldem Cube Entertainment.

## Biografia

### 1997–2017: Wczesne lata i przed debiutem
Minnie urodziła się 23 października 1997 roku w Bangkoku, w Tajlandii. Ma starszych braci bliźniaków. Urodziła się w muzykalnej rodzinie, jej matka, ciocia i wujek grali na pianinie. Minnie gra na pianinie od piątego roku życia i pobiera lekcje śpiewu od siódmego roku życia. Jej matka była głównym wpływem na jej miłość do muzyki. Zawsze obserwowała, jak jej mama gra na pianinie i uczyła się grać od niej. Minnie uczęszczała do Wattana Wittaya Academy i studiowała muzykę w Grammy Vocal Studio w Tajlandii. Była cheerleaderką, perkusistką, aktorką w sztuce teatralnej i wiele więcej w swojej szkole. Przez cztery lata uczyła się także języka chińskiego. We wrześniu 2014 roku wzięła udział w przesłuchaniach Cube Star World w Tajlandii, a w 2015 roku przyjechała do Korei Południowej po tym, jak jej matka ją zachęciła, nazywając to „jedyną szansą w życiu”.
23 marca 2016 roku Minnie została ujawniona publicznie za pośrednictwem oficjalnego konta Instagram Cube Entertainment. 5 listopada wystąpiła gościnnie u Jeon So-yeon w programie Unpretty Rapstar 3. W czerwcu 2017 roku wzięła udział w filmie promocyjnym dla Rising Star Cosmetics razem z Song Yuqi i Shuhua, przyszłymi członkiniami (G)I-dle. W tym samym roku Minnie otrzymała możliwość nagrania piosenki „Twinkle Twinkle Little Star” dla Line Friends oraz sześciu utworów na płycie Dance Party! - Children's English Songs.

### 2018–2019: Debiut z (G) I-dle i współprace

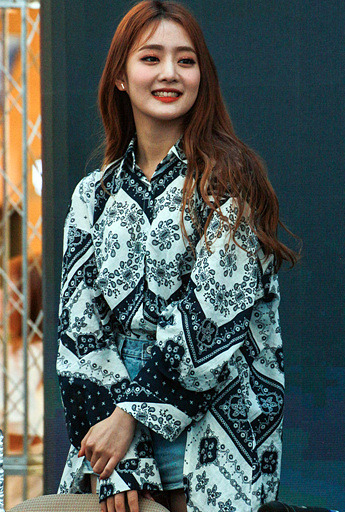
Minnie na spotkaniu z fanami podczas promocji utworu „Latata” w 2018 roku.

2 maja 2018 roku Minnie zadebiutowała wraz z zespołem (G) I-dle, wydając minialbum I Am oraz tytułowy utwór „Latata”. Otrzymała pozytywne recenzje za posiadanie unikalnego, atrakcyjnego i kojącego głosu.
W ich drugim albumie I Made, Minnie brała udział w komponowaniu, pisaniu tekstów i aranżacji utworu „Blow Your Mind”, który po raz pierwszy został wydany przez To Neverland. Minnie wyznała, że tworzy piosenki na pianinie i uczęszcza na zajęcia z obsługi MIDI, aby doskonalić swoje umiejętności komponowania. Została wymieniona jako autorka utworu „For You” na japońskim debiutanckim albumie (G) I-dle, Latata. W październiku 2019 roku (G)I-dle wzięły udział w programie Queendom emitowanym przez Mnet. W pierwszym etapie eliminacyjnym widzowie byli zachwyceni tajskim wstępem Minnie do piosenki „Latata” i została bardzo dobrze przyjęta zarówno w Korei Południowej, jak i w Tajlandii. W trzecim etapie, Minnie reprezentowała (G)I-dle jako członkini zespołu odpowiedzialnego za wokal. Na scenie wystąpiła razem z Hyejeong z zespołu AOA, wykonując utwór „Instagram” autorstwa Deana. Utwór powrócił na listy przebojów i zyskał popularność wśród ogółu publiczności dzięki ich występowi. 15 października ogłoszono, że Minnie nawiązała współpracę z chińsko-australijską YouTuberką o pseudonimie Wengie, z którąnagrała piosenkę „Empire”, która została wydana 18 października.

### Od 2020: Debiut aktorski i działalność solowa

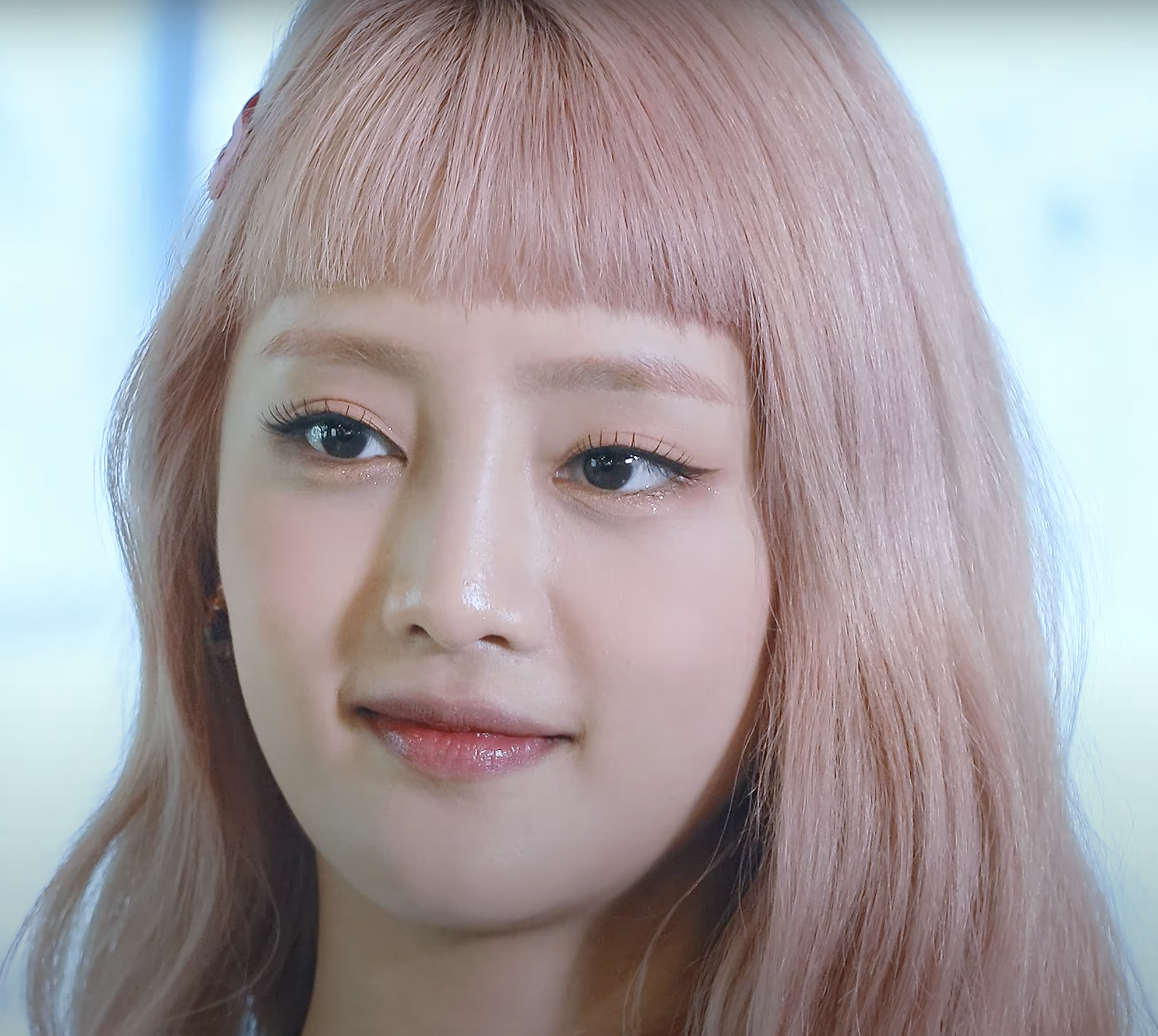
Minnie podczas promocji „Dumdi Dumdi” w 2020 roku.

W 2020 roku Minnie wzięła udział w pisaniu i komponowaniu utworów „I'm the Trend” i „Tung-Tung (Empty)” wraz z FCM Houdini. „I’m the Trend” to piosenka dedykowana fanom (G)-Idle, Neverland, i została zaprezentowana 5 lipca 2020 roku podczas pierwszego koncertu online zespołu o nazwie I-Land: Who Am I. „Tung-Tung (Empty)” to emocjonalna piosenka, która wyraża uczucie zmęczonego serca, które kiedyś było pełne, ale stało się puste. Minnie powiedziała: „Mam nadzieję, że wielu ludzi będzie się utożsamiać z tą piosenką, ponieważ oddaje ona samotność”. Utwór został wydany na drugim japońskim minialbumie (G)I-dle, zatytułowanym Oh My God.
We wrześniu Minnie zadebiutowała jako aktorka w sitcomie Netflix So Not Worth It u boku Park Se-wan, Shin Hyun Seung, Youngjae z Got7 i Han Hyun-min. Serial skupia się na międzynarodowych studentach, którzy razem mieszkają w akademiku w Seulu. Minnie wciela się w fikcyjną wersję siebie, tajską dziewczynę o wyczuciu gatunku, która uwielbia koreańskie dramy.
W październiku Minnie zaśpiewała utwór „Getaway” jako część ścieżki dźwiękowej do serialu My Dangerous Wife, a także „We Also Fell In Love”  wraz z Miyeon jako część ścieżki dźwiękowej do serialu Do Do Sol Sol La La Sol. 6 października Glance TV przedstawiło nowy program mody o nazwie  Minnie Soojin's i'M THE TREND (민니 수진의 i'M THE TREND), w którym Minnie i Soojin zostali zestawieni jako para. Duet za każdym razem toczył stylizacyjną bitwę o miano „Trend Center”. Ponadto duet zdradził swoje tajniki stylizacji, różne zestawy ubrań, porady dotyczące zakupów oraz „Fashion Film” - wideo z sesji zdjęciowej. Program miał swoją premierę 14 października na Naver Style TV.  22 listopada Minnie pojawiła się w programie Play Seoul, który jest produkowany przez Seoul Tourism Foundation i KBS. Program ten umożliwia wpływowym gwiazdom k-popu dzielenie się w czasie rzeczywistym swoimi doświadczeniami w Seulu z fanami na całym świecie. Celem programu jest promocja bezpiecznej turystyki w Seulu po pandemii COVID-19. Minnie, wraz z Yuqi, przedstawiała modowe uliczki Seulu, odwiedzając Euljiro i Itaewon, ich kawiarnie i restauracje.
W 2021 roku Minnie współkomponowała utwory „Moon” i „Dahlia”, które zostały wydane 11 stycznia na czwartym minialbumie jej grupy zatytułowanym I Burn. 23 września wokalistka wystąpiła w utworze „Money Honey”, będącym kolaboracją z tajskimi raperami F. Hero i UrboyTJ. Piosenka zawiera teksty dotyczące miłości, która nie może być wymieniona na pieniądze ani inne materiały. Została wydana jako singel cyfrowy na aplikacji do streamingu muzycznego Joox.

## Filmografia

### Telewizja
| Rok  | Tytuł           | Stacja telewizyjna | Uwagi  |
| ---- | --------------- | ------------------ | ------ |
| 2021 | So Not Worth It | Netflix            | Sitcom |

### Programy rozrywkowe
| Rok  | Tytuł                         | Uwagi            |
| ---- | ----------------------------- | ---------------- |
| 2019 | Five Actors                   | Członkini obsady |
| 2020 | Minnie Soojin's i'M THE TREND | Członkini obsady |
| 2020 | Play Seoul                    | Przewodniczka    |
| 2021 | King of Mask Singer           | Uczestniczka     |